# Un après-midi au parc
Pour plus de détails, voir Fiche technique et Distribution.

Un après-midi au parc est un court métrage français réalisé par Serge Meynard en 1997, d'après une nouvelle de Guy de Maupassant.

## Synopsis
Paul attend Sylvie au parc. C'est alors qu'il rencontre Marion qui pourrait être la femme de sa vie.

## Fiche technique
- Producteurs : Éric Mahé, Anne Bernard
- Production : Stellaire Productions
- Réalisation, scénario et dialogues : Serge Meynard,  d'après Guy de Maupassant

## Distribution
- Clothilde Baudon
- Marianne Basler
- Pierre Jolivet